# Humanismo integral (Índia)
O humanismo integral (em hindi: एकात्म मानववाद) é o conjunto de conceitos, elaborados pelo político indiano Pandit Deendayal Upadhyaya, e que foi adotado, em 1965, como base da doutrina oficial do partido Jan Sangh (BJS), e, mais tarde, como "princípio fundacional" do Partido do Povo Indiano (Bharatiya Janata Party, BJP). Upadhyaya se baseou nos princípios de Gandhi, apropriando-se deles seletivamente para dar mais importância aos valores culturais-nacionais. Esses valores eram baseados na indiscutível subserviência de um indivíduo à nação como uma entidade corporativa. O Professor PhD Richard Fox caracterizou isso como "sequestro ideológico" e um "transplante" que foi projetado com o objetivo de se apropriar da autoridade que as expressões idiomáticas gandhianas tinham na política indiana.
Upadhyaya considerou que era de extrema importância para a Índia desenvolver um modelo econômico nativo centrado no ser humano. Essa abordagem tornou esse conceito diferente do socialismo e do capitalismo. O humanismo integral foi adotado como doutrina política do Jan Sangh e sua nova abertura para outras forças de oposição tornou possível que o movimento nacionalista hindu tivesse uma aliança no início dos anos 1970 com o proeminente movimento Gandhian Sarvodaya acontecendo sob a liderança do ativista, teórico e político socialista J.P. Narayan. Este foi considerado como o primeiro grande avanço público do nacionalismo hindu.

## Filosofia
De acordo com Upadhyaya, a principal preocupação na Índia deveria ser a elaboração de um modelo de desenvolvimento nativo que tenha os seres humanos como foco.
Ele se opõe tanto ao individualismo capitalista ocidental quanto ao socialismo marxista, embora seja receptivo à ciência ocidental. Ele busca um meio-termo entre o capitalismo e o socialismo, avaliando ambos os sistemas em seus respectivos méritos, ao mesmo tempo em que critica seus excessos e estranheza.

### Quatro objetivos da humanidade
A humanidade, de acordo com Upadhyaya, tinha quatro atributos hierarquicamente organizados de corpo, mente, intelecto e alma que correspondiam aos quatro objetivos universais de darma (deveres morais), artha (riqueza), kama (desejo ou satisfação) e moksha (liberação total ou "salvação"). Embora nenhum possa ser ignorado, o darma é o "básico" e o moksha o objetivo "último" da humanidade e da sociedade. Ele afirmou que o problema com as ideologias capitalista e socialista é que elas consideram apenas as necessidades do corpo e da mente e, portanto, são baseadas nos objetivos materialistas do desejo e da riqueza.

### Rejeição do individualismo
Upadhyaya rejeitou sistemas sociais nos quais o individualismo "reinava supremo". Ele também rejeitou o comunismo em que o individualismo foi "esmagado" como parte de uma "grande máquina sem coração". A sociedade, de acordo com Upadhyaya, em vez de surgir de um contrato social entre indivíduos, nasceu plenamente em seu início como um organismo vivo natural com uma "alma nacional" ou "ethos" definitivo e suas necessidades do organismo social eram paralelas às do individual.

## Origens

### Advaita Vedânta
Upadhyaya era da opinião de que o humanismo integral seguia a tradição de advaita desenvolvida por Adi Xancara. O não-dualismo representava o princípio unificador de cada objeto no universo e do qual a humanidade fazia parte. Isso, afirmou Upadhyaya, era a essência e a contribuição da cultura indiana.

### Mahatma Gandhi
O humanismo integral é quase uma paráfrase exata da visão de Mahatma Gandhi de uma Índia futura. Ambos buscam um caminho distinto para a Índia, ambos rejeitam o materialismo do capitalismo e do socialismo, ambos rejeitam o individualismo da sociedade moderna em favor de uma comunidade holística baseada no sistema varna-dharma, ambos insistem em uma infusão de valores religiosos e morais na política, e ambos buscam um modo culturalmente autêntico de modernização que preserve os valores hindus.
O humanismo integral contém visões organizadas em torno de dois temas: moralidade na política e autossuficiência, e industrialização em pequena escala, todos gandhianos em sua temática geral, mas distintamente nacionalistas. Essas noções giram em torno dos temas básicos de harmonia, primazia dos valores culturais-nacionais e disciplina.

## Contraste com as políticas econômicas nehruvianas
Deendayal Upadhyaya rejeita as políticas econômicas e a industrialização de Jawaharlal Nehru, alegando que foram emprestadas acriticamente do Ocidente, em desrespeito à herança cultural e espiritual da Índia. É necessário, segundo Upadhyaya, encontrar um equilíbrio entre o pensamento indiano e o ocidental, tendo em vista a natureza dinâmica da sociedade e sua cultura. Considera que o modelo nehruviano de desenvolvimento econômico, ao enfatizar o aumento da riqueza material por meio da rápida industrialização, promoveu o consumismo na sociedade indiana, sendo uma ideologia que não apenas criou disparidades sociais e desequilíbrios regionais no crescimento econômico, mas também não conseguiu aliviar a pobreza no país. Segundo Upadhyaya, o humanismo integral, tal como o  gandhismo, opõe-se ao consumismo, já que tal ideologia é estranha à cultura indiana - uma cultura tradicional que enfatiza a restrição dos desejos e defende o contentamento espiritual em vez da busca implacável da riqueza material.